# Municipio de Danielson
El municipio de Danielson (en inglés: Danielson Township) es un municipio ubicado en el condado de Meeker en el estado estadounidense de Minnesota. En el año 2010 tenía una población de 295 habitantes y una densidad poblacional de 3,17 personas por km².

## Geografía
El municipio de Danielson se encuentra ubicado en las coordenadas 45°1′47″N 94°41′29″O / 45.02972, -94.69139. Según la Oficina del Censo de los Estados Unidos, el municipio tiene una superficie total de 92.94 km², de la cual 89,35 km² corresponden a tierra firme y (3,86 %) 3,59 km² es agua.

## Demografía
Según el censo de 2010, había 295 personas residiendo en el municipio de Danielson. La densidad de población era de 3,17 hab./km². De los 295 habitantes, el municipio de Danielson estaba compuesto por el 97,63 % blancos, el 1,02 % eran amerindios, el 0,34 % eran asiáticos y el 1,02 % eran de una mezcla de razas. Del total de la población el 3,05 % eran hispanos o latinos de cualquier raza.